# El Gato del Río
O El Gato Del Río é uma obra produzida pelo pintor e escultor Hernando Tejada, o qual a doou para a cidade de Cali, na Colômbia. Foi instalada na ribeira do rio tutelar da cidade, em seu setor noroeste, conhecido como Normandía. Com o passar do tempo a peça se converteu em um dos monumentos mais emblemáticos da região, juntamente com a estátua de Sebastián de Belalcázar e o Monumento a Cristo Rey.